# Stauntonia brachyanthera
Stauntonia brachyanthera är en narrbuskeväxtart som beskrevs av Hand.-mazz.. Stauntonia brachyanthera ingår i släktet Stauntonia och familjen narrbuskeväxter. Inga underarter finns listade i Catalogue of Life.